# Marzocco (Donatello)
El Marzocco és una escultura executada per Donatello, artista del Renaixement italià, entre 1419 i 1420. Actualment és dipositat al Museu Nazionale del Bargello a Florència. Representa un lleó heràldic de la ciutat de Florència. Donatello va rebre l'encàrrec per part de la República de Florència, amb motiu de la visita a la ciutat del papa Martí V, de l'execució d'una estàtua en pietra serena (pedra grisa), representant un marzocco, figura d'un lleó, símbol de l'orgullós caràcter florentí i que subjecta amb una urpa l'escut d'armes de la ciutat. Es va pensar, per ésser erigit en l'escalinata que conduïa a les habitacions papals de Santa Maria Novella. Més tard en 1810 va ser col·locat a la Piazza della Signoria, per finalment ser reemplaçat per una còpia i portat l'original al museu Bargello. L'escultor va saber donar una gran vivacitat a l'expressió de l'animal heràldic, que es mostra amb majestuositat i orgull a la seva expressió.